# Idotea linearis
Idotea linearis es una especie de crustáceo isópodo marino de la familia Idoteidae.

## Distribución geográfica
Se distribuye por el Atlántico oriental, desde el mar del Norte hasta las costas de Canarias y Marruecos, y el mar Mediterráneo occidental.